# اعتلال كبيبات الكلى
اعتلال كُبيبات الكُلَى(1) هي مجموعةٌ من الأمراض التي تؤثر على كُبيبات الوحدة الأنبوبية الكلوية.
قد تكون آلية هذه الأمراض التهابيةً أو غيرُ التهابيةٍ. يُعد مصطلح اعتلال كبيبات الكلى مرتبطًا بالشكل غير الالتهابي للمرض، وذلك لوجود مُصطلح التهاب كبيبات الكلى (بالإنجليزية: glomerulitis).

## الهوامش
- «1»: اعتلال كبيبات الكلى[3] أو اعتِال كُبَيْبي (بالإنجليزية: Glomerulopathy).